# Peter Camenzind
Peter Camenzind publicada el 1904, va ser la primera novel·la escrita per Hermann Hesse, en ella ja es poden entreveure un seguit de temes que havien de ser motiu de preocupació en molts dels treballs posteriors de Hesse, sobretot el de la recerca d'una identitat física i espiritual única en un context que té com a teló de fons la naturalesa i la civilització moderna. També és present la reflexió sobre el paper de l'art en la formació d'una identitat personal. L'estil de Peter Camenzind és fàcil de seguir, fins i tot malgrat que d'alguna manera es tracta d'un Bildungsroman.

## Argument
La novel·la comença amb la frase, "Al principi era el mite. Déu, en la seva recerca per l'expressió de si mateix, va proveir les ànimes d'Hindis, Grecs i  Germans amb formes poètiques, i continuo cada dia inundant amb poesia l'ànima de cada nou infant. "La novel·la és purament poètica, i el seu protagonista aspira a convertir-se en poeta amb el temps, per a proporcionar a les ànimes dels homes les més boniques formes de la realitat.
Peter Camenzind recorda fàcilment a altres protagonistes de les novel·les de Hesse com  Siddhartha,  Goldmund i  Harry Haller. Com ells, Peter pateix profundament i realitza multitud de viatges intectuales, físics i espirituals. Durant el transcurs dels mims, travessarà diferents territoris com Alemanya, Itàlia, França i Suïssa, així com experimentarà un ampli rang d'emocions que tot ésser humà mostra al llarg de la seva vida. Al final de la seva vida, encarnarà l'ideal de  Sant Francesc i tindrà cura d'un esguerrat.
Peter Camenzind, de jove, deixa enrere el seu poble natal de muntanya amb una gran ambició per viure experiències al llarg i ample del món i convertir-se en un dels seus habitants. Havent patit la pèrdua de la seva mare a una primerenca edat, i amb el desig d'apartar d'un pare autoritari, es dirigeix a la Universitat. A mesura que progressa en els seus estudis, coneix i s'enamora de la pintora Erminia Aglietti, i es converteix en íntim amic d'un jove pianista anomenat Richard. En un esdeveniment posterior, Richard mor; profundament apesumbrado per la mort d'aquest, Peter es dedica a passejar vivint diferents experiències que l'enriquiran com a persona.
Sempre perseguit i havent d'enfrontar només a les vicissituds de la vida, Peter comença a consumir alcohol per suportar la duresa i la raresa inexplicable de la vida. També coneix i s'enamora d'Elizabeth, fins i tot encara que ella està casada amb un altre home. No obstant això, el seu viatge a través d'Itàlia el canvia en molts aspectes i enalteix la seva habilitat per estimar la vida i ser capaç de trobar bellesa en les coses més insignificants. És només quan es fa amic de Boppi, un invàlid, quan experimenta realment que significa estimar a un altre ésser humà. Amb el pas del temps els dos forgen una amistat molt forta. Després de la mort de Boppi, Peter Camenzid torna a la seva petita vila de muntanya i es dedica a cuidar el seu ancià pare, a més de dur a terme els plans per completar la gran obra de la seva vida.

## Temes
Aquesta novel·la és el que els alemanys anomenen Bildungsroman, que és aquella en la qual es mostra el desenvolupament físic, moral, psicològic i/o social d'un personatge, generalment des de la infància fins a la maduresa. El terme va ser encunyat pel filòleg Johann Carl Simon Morgenstern el 1820.
Peter surt del seu petit poble natal situat a les muntanyes per enfrontar-se al món. Aquest pas és una metàfora del que el coneixement i l'experiència aporta a l'ésser humà, i caldrà aquest per adquirir un determinat grau de maduresa. El camí no és fàcil, ja que aquell que s'arrisca i surt de la seguretat de la llar matern ha d'enfrontar cara a cara amb la realitat. Peter perd a la seva mare, deixa enrere al seu pare, s'enamora i és rebutjat i perd al seu millor amic. Això li provoca un estat de confusió en què no troba explicació racional davant tantes desgràcies, i només quan supera victoriosament aquest remolí d'emocions, és quan comença a veure de veritat el que és la vida. Posteriorment es trobarà amb el lesionat, amb el qual entaularà una gran amistat, el que serveix de metàfora de la humilitat i la capacitat de sofriment. Al final, quan ja ha après el que és la vida, retornarà a l'origen, a la seva llar.